# Viscosia brachylaimoides
Viscosia brachylaimoides is een rondwormensoort uit de familie van de Oncholaimidae. De wetenschappelijke naam van de soort is voor het eerst geldig gepubliceerd in 1937 door Chitwood.